# Edwige Pierre
Edwige Pierre (* 8. Januar 1951 in London) ist eine britische Fernsehschauspielerin, die ihre größten Erfolge in Deutschland verbuchen konnte.

## Biografie
Edwige Pierre wurde als Tochter eines Franzosen und einer Spanierin in London geboren. Mit 14 genoss sie eine musikalische Ausbildung an der Violine, an der Gitarre und am Klavier. Mit 17 nahm sie Schauspielunterricht an der Royal Academy of Dramatic Art in London. In Deutschland noch unbekannt, trat sie 1970 in München im Ensemble der deutschen Produktion des Musicals Hair auf. 1971 war sie in der Fernsehreihe Salto Mortale zum ersten Mal im deutschen Fernsehen zu sehen. 1973 spielte sie an der Seite von Karl-Michael Vogler und Heinz Schubert in der Fernsehserie Kara Ben Nemsi Effendi. Zwischen 1973 und 1974 folgte ihre bekannteste Rolle als Zigeunerin Rilana in der Fernsehserie Arpad, der Zigeuner, für die sie 1974 den Bravo Otto in Bronze in der Kategorie „TV-Star weiblich“ gewann. 1975 spielte sie neben Heinz Bennent in der Fernseh-Fassung von Franz Kafkas Die Verwandlung. 1976 war sie in Alfred Vohrers Verfilmung des Ludwig-Ganghofer-Romans Das Schweigen im Walde zu sehen. 1978 hatte sie eine Rolle in der Komödie Summer Night Fever. 1980 spielte sie die Rolle der Morgian in der Fernsehserie Merlin. Nach einem Auftritt in der Miniserie Alarm im Schlossmuseum im Jahre 1983 zog sie sich aus dem Fernsehgeschäft zurück.

## Filmografie
- 1971: Salto Mortale (Fernsehserie, Folge 11: London/München)
- 1973: Kara Ben Nemsi Effendi (Fernsehserie, 2 Folgen)
- 1973–1974: Arpad, der Zigeuner (Fernsehserie, 22 Folgen)
- 1975: Arpad – Zwei Teufelskerle räumen auf. Regie: Wolfgang Schleif
- 1975: Mordkommission (Fernsehserie, 1 Folge)
- 1975: Das Rückendekolleté
- 1975: Die Verwandlung (TV)
- 1975: Arpad – Zwei Teufelskerle räumen auf
- 1975: Parapsycho – Spektrum der Angst
- 1976: Das Schweigen im Walde
- 1978: Summer Night Fever
- 1979: Blauer Himmel den ich nur ahne (TV)
- 1980: Merlin (Fernsehserie, 6 Folgen)
- 1981: Ein Kaktus ist kein Lutschbonbon
- 1981: Das Boot
- 1983: Alarm im Schlossmuseum (TV)
- 1983: Derrick (Fernsehserie, 1 Folge)
- 1985: Polizeiinspektion 1 (Fernsehserie, 1 Folge)
- 1986: The Great White Mountain (TV)